# Cécile Muschotti
Cécile Muschotti, née le 30 octobre 1987 à Toulon, est une femme politique française, députée de la deuxième circonscription du Var de 2017 à 2022.

## Biographie

### Vie privée et familiale
Divorcée, elle est mère d'un garçon depuis novembre 2019 issu de sa nouvelle union.

### Formation et débuts dans la vie active
Après une CPGE Hypokhâgne au lycée Dumont-d'Urville de Toulon et une licence de lettres modernes, Cécile Muschotti obtient un master II en ingénierie de la formation. Elle est d'abord chargée de mission territoriale à la direction de la formation puis devient coordinatrice du centre de formation d'apprentis (CFA) public à La Seyne-sur-Mer jusqu'à son élection de juin 2017.

### Carrière politique
Cécile Muschotti s'engage à l'adolescence chez les jeunes communistes.
Aux municipales de 2008, elle est élue comme conseillère municipale de la Seyne-sur-Mer, chargée de la jeunesse et de l’insertion professionnelle des jeunes. Elle démissionne du conseil municipal en 2010. 
Aux élections régionales de 2010, elle fait partie des militants communistes qui rejoignent la liste socialiste de Michel Vauzelle dès le premier tour, ce qui lui permet d'être sur la liste varoise du premier tour à la douzième place. Elle n'est pas en position éligible au second tour. 
Aux élections municipales de 2014, alors chargée de mission territoriale au conseil régional, elle est en sixième position de la liste socialiste de Joël Canapa, à La Garde.
Elle est candidate aux élections régionales de 2015 sous l'étiquette du PS aux côtés de Christophe Castaner. Après le mauvais score du premier tour, elle regrette le retrait de la liste socialiste face à la menace d'une victoire du Front national et aurait préféré le maintien.
Cécile Muschotti quitte le Parti socialiste en 2017 estimant que le courant social-démocrate n'y est plus représenté. Elle s'engage aux côtés d'Emmanuel Macron qui « incarne une approche transpartisane dont le pays a tant besoin », selon elle.
Elle se présente aux élections législatives de 2017 sous l'étiquette La République en marche, lors desquelles elle écarte dès le premier tour le député sortant et est élue députée de la deuxième circonscription du Var au second tour.
Le 17 juin 2019, elle est désignée candidate La République en marche à la mairie de Toulon pour les élections municipales françaises de 2020. La liste qu'elle conduit obtient 7 % des voix au premier tour et 2 sièges de conseillers municipaux.
Courant 2020, elle rejoint le parti En commun, s'inscrivant ainsi dans le courant social-écologiste de la majorité présidentielle.
Le 7 mai 2022, elle est investie sur la septième circonscription du Var, aux élections législatives de 2022, par Ensemble, la coalition des formations politiques qui soutiennent Emmanuel Macron, elle est battue le 19 juin 2022 par Frédéric Boccaletti (RN) qui l'emporte avec 52,05% des voix.

## Détails des mandats et fonctions

### Mandats nationaux
- 21 juin 2017 au 21 juin 2022 : députée de la deuxième circonscription du Var.